# Людовик де Вандом
Луи I де Бурбон-Вандом (фр. Louis de Bourbon, duc de Vendôme; 1 октября 1612, Париж, королевство Франция — 12 августа 1669, Экс-ан-Прованс, королевство Франция)) — французский принц крови и кардинал. Герцог де Меркёр, затем 2-й герцог де Вандом, герцог д’Этамп, герцог де Пентьевр с 22 октября 1665, позднее кардинал де Вандом. Кардинал-дьякон с 7 марта 1667, с титулом церкви Санта-Мария-ин-Портико-Кампителли с 18 июля 1667 по 12 августа 1669.

## Биография
Родился в октябре (по другим данным в декабре) 1612 года в Париже. Был старшим сыном Сезара, 1 герцога Вандомского и его супруги Франсуазы Лотарингской. При жизни отца носил титул герцога Меркёра.
В 1640 году был назначен губернатором Прованса.
В 1649 году кардинал Мазарини назначил его вице-королём завоеванной французами Каталонии.
Был женат на племяннице Мазарини, Лауре Манчини. После её смерти он вступил в духовное звание, получил кардинальскую шапку и был назначен папским легатом при французском дворе.
Скончался 6 августа 1669 года в Экс-ан-Провансе. Похоронен в коллегиальной церкви Сен-Жорж в Вандоме.

## Семья
Жена: (с 4 февраля 1651, Париж) Лаура Манчини (1636—1657), герцогиня де Меркёр. Трое детей:
- Луи Жозеф де Бурбон-Вандом (1654—1712), герцог де Вандом.
- Филипп де Бурбон-Вандом (1655—1727), герцог де Вандом.
- Жюль Сезар де Бурбон-Вандом (1657—1660).

От внебрачной связи с неизвестной имел дочь:
- Франсуаза д’Ане (ум. 1696)

## Комментарии
1. ↑  Иногда ему дается 2-й порядковый номер, продолжая нумерацию предыдущих герцогов Вандомских, но это неверно, так как Генрих IV создал для своего сына Сезара новое герцогство Вандом и продолжать старую нумерацию не имеет смысла.